# Solmaz Gholami
Solmaz Gholami (* 11. April 1981 in Shahin Dej, Iran) ist eine iranische Filmemacherin, Filmeditorin, Drehbuchautorin und Film- und Theaterkritikerin, die seit 2016 als Künstlerin im Exil in Deutschland lebt.

## Leben
Solmaz Gholami interessiert sich bei ihrer Arbeit vor allem für soziale Themen. Nach dem Abitur in Fatemiyh, Shiraz (Iran) studierte sie von 2000 bis 2004 (Bachelor) und von 2006 bis 2009 (Master) am Fachbereich Schauspielliteratur an der Islamic Azad Universität. Seit 2023 promoviert sie unter dem Titel Frauen Leben Freiheit: audiovisuelle Medien im Kontext sozialer Bewegungen im Iran in Gender Studies - Kultur, Kommunikation, Gesellschaft an der Ruhr-Universität Bochum. Seit 2022 ist sie an der dortigen Fakultät der Medienwissenschaften auch als Lehrbeauftragte tätig.

## Künstlerisches Schaffen
Gholamis Schaffen ist durch zwei Phasen gekennzeichnet. Zum einen eine frühe Karriere als Schauspielerin, Hörspielsprecherin, Drehbuchautorin, Regisseurin sowie preisgekrönter Film- und Fernsehschaffender im Iran von 2000 bis 2016. Aufgrund der schwierigen Bedingungen im Iran entschied sie sich im Jahr 2016 für die Emigration nach Deutschland. Sie absolvierte ein weiteres Studium der Film- und Fernsehproduktion/Regie an der Medienakademie WAM in Dortmund. In dieser späteren und weiterhin andauernden Phase beschäftigt sie sich freier mit Themen des iranischen Alltags.
Ihr filmisches Schaffen zeichnet sich durch einfühlsame und tiefgründige Dokumentarfilme und Kurzfilme aus, die gesellschaftliche Themen aufgreifen und mitreißende Geschichten erzählen. Im Jahr 2021 drehte sie zwei Kurzfilme, Sieben Minuten und einunddreißig Sekunden und Gassi Gassi, die an verschiedenen internationalen Festivals teilnahmen und Preise gewannen. Ihr Dokumentarfilm Träume haben keinen Duft (2023) beschreibt die Ereignisse, die nach dem Tod von Jina (Mehsa) Amini am 16. September 2022 zur Entstehung der Bewegung „Frau Leben Freiheit“ führten.

## Werke/Filme seit 2020

### Gassi Gassi (2021)
Gassi Gassi ist ein Film über die erschwerte Haltung von Haustieren im Iran. Der Film parallelisiert die Willkür solcher Einschränkungen und teilweise Sanktionen mit der Politik des Regimes gegenüber seinen Bürgerinnen und Bürgern. Gassi Gassi wurde auf dem Short Film Corner/ Rendez-vous Industry Cannes Court Métrage 2022, dem Kiez Berlin Film Festival 2022, dem Mannheim Arts and Film Festival 2022, dem Brussels Capital Film Festival 2022, dem Boden International Film Festival 2022, der Biennal Internacional Dona i Cinema - Mujer y Cine - Woman & Film, 2023 und dem Internationales Frauen Film Fest 2023 gezeigt.

### Sieben Minuten und einunddreißig Sekunden (2022)
Dieser Film erzählt die Geschichte des achtzehnjährigen Mädchens Maral, das nach den Strafgesetzen der Islamischen Republik nach ihrer Vergewaltigung zum Tode verurteilt wird. In Notwehr tötete sie den Täter, einen Freund ihres Vaters. Im Sterben durch den Strick erinnert sich Maral im Verlauf von 7 Minuten und 31 Sekunden an verschiedene Ereignisse ihres Lebens.  Der Film wurde unter anderem auf dem Boden International Film Festival 2022, dem Prague International Film 2022, der Biennal Internacional Dona i Cinema - Mujer y Cine - Woman & Film, 2023, dem International Political Film Festival of Carcassonne 2023, dem Crystal Palace International Film Festival London 2023 und dem WorldFest-Houston International Film Festival 2023 (Award Winner) sowie dem Bare Bones International Film & Music Festival 2023 aufgeführt.

### Träume haben keinen Duft (2023)
„Träume haben keinen Duft“ ist eine Dokumentation in fünf Episoden, die die Realität und Ereignisse der großen Protestbewegungen, genannt „Frau Leben Freiheit“, im Iran beleuchtet. Der Dokumentarfilm zeigt eindrucksvoll den Aufstieg der iranischen Bevölkerung im Kampf für Freiheit, Gerechtigkeit und Menschenrechte. Mit einer tiefgründigen und hoch emotionalen Erzählung und lebendigen Bildern von den Bemühungen der Menschen, positive Veränderungen im Land herbeizuführen, verdeutlicht diese Dokumentation, wie eine allgegenwärtige Stimme zur Hoffnung auf Transformation wird. Der Dokumentarfilm behandelt ausführlich die politischen, sozialen, kulturellen und menschlichen Aspekte der wichtigsten Themen der Protestbewegungen im Iran und versucht, die Zuschauer in fünf Episoden - Hören, Sehen, Fühlen, Schmecken und Riechen - mit den verborgenen Realitäten und Komplexitäten dieser sozialen Bewegungen vertraut zu machen.

## Auszeichnungen
- Im Jahr 2006 wurde Gholamis Film Der Schmetterling „Parvaneh“ mit dem ersten Preis im Rahmen des Festivals „Mahaleh Film“ ausgezeichnet.
- Im August 2016 erhielt Solmaz Gholami im Rahmen der 15. Jährlichen Veranstaltung des iranischen Theaterkritiker- und Schriftstellerverbandes den 1. Preis als Top-Theaterkritikerin des Jahres.
- Im Jahr 2023 wurde 7 Minuten zum Audience Favorite der Folcs International Short Film Competition 2023 gekürt, im selben Jahr wurde Gholami mit demselben Film Award Winner beim WorldFest-Houston International Film Festival und erhielt einen Preis für Excellence in Women’s Filmmaking im Rahmen des ÉCU - The European Independent Film Festival 2023